# (911) Agamenón
(911) Agamenón es un asteroide perteneciente a los asteroides troyanos de Júpiter descubierto el 19 de marzo de 1919 por Karl Wilhelm Reinmuth desde el observatorio de Heidelberg-Königstuhl, Alemania.
Está nombrado por Agamenón, un personaje de la mitología griega.